# ورزش‌های موتوری
ورزش‌های موتوری یا موتوراسپورت (به انگلیسی: Motorsport) رویدادهای ورزشی، مسابقات و فعالیت‌های مرتبط هستند که عمدتاً شامل استفاده از خودرو، موتورسیکلت، قایق موتوری و هواپیمای موتوردار می‌شوند. برای هر یک از این نوع وسایل نقلیه، اصطلاحات خاص‌تر ورزش خودرو، ورزش موتورسواری، قایق‌سواری قدرتی و ورزش هوایی ممکن است معمولاً یا به‌طور رسمی توسط سازمان دهندگان و نهادهای حاکم استفاده شود.
جلوه‌های مختلف موتوراسپورت با اهداف و قوانین خاص خود را رشته می‌نامند. به عنوان مثال می‌توان به پیست مسابقه، رالی و آزمایشی اشاره کرد. نهادهای حاکم، که به آن نهادهای تحریم کننده نیز می‌گویند، اغلب قوانین کلی برای هر رشته دارند، اما به قوانین تکمیلی اجازه می‌دهند تا شخصیت یک مسابقه، سریال یا قهرمانی خاص را تعریف کنند. گروه‌هایی از این‌ها اغلب به صورت غیررسمی طبقه‌بندی می‌شوند، مانند نوع وسیله نقلیه، نوع سطح یا روش نیروی محرکه. نمونه‌هایی از دسته‌بندی‌ها در یک رشته عبارتند از مسابقات فرمولا، خودروی تورینگ مسابقه، خودروی اسپورت مسابقه و غیره.